# Diadegma agile
Diadegma agile är en stekelart som först beskrevs av Carl Gustav Alexander Brischke 1880.  Diadegma agile ingår i släktet Diadegma och familjen brokparasitsteklar. Inga underarter finns listade i Catalogue of Life.